# Melo Moreno
Melody Anais Moreno García (Perpinyà, 1989), d'àlies artístic YellowMellow o Melo Moreno, és una persona no-binària de la Catalunya del Nord que es dedica a la creació de contingut com a youtuber i com a cantant. En el seu primer senzill musical, Phantom Limb (2015), va desbancar Lady Gaga a Apple Music.
Moreno ha reconegut obertament la seua identificació amb el lesbianisme i el 2022 va fer públic també el seu sentiment de persona no-binària per a sotmetre's a una mastectomia.

## Música

### Singles
- Phantom Limb (2015)[1]
- All I Think About (2016)
- One More River (2018)
- Sad Girls (2018)
- Watch Love Die (2018)

### Àlbums
- Colours (2018)